# Where Are We Runnin'?
«Where Are We Runnin'?» es un sencillo del álbum Baptism del cantante estadounidense Lenny Kravitz, lanzado el 10 de mayo de 2004. La canción fue escrita por Kravitz y Craig Ross.
El disco alcanzó la posición número 30 en el conteo de Mainstream Rock y 40 en Modern Rock Tracks, ambas de la revista Billboard. El disco puede ser descargado para el videojuego Guitar Hero: On Tour.

## Posicionamiento
| Lista                  | Posición |
| ---------------------- | -------- |
| Mainstream Rock Tracks | 30       |
| Alternative Songs      | 40       |